# Scharans
Scharans és un municipi del cantó dels Grisons (Suïssa), situat al districte de Hinterrhein.